# Nannotinea simplex
Nannotinea simplex är en fjärilsart som beskrevs av László Anthony Gozmány. Nannotinea simplex ingår i släktet Nannotinea och familjen äkta malar. Inga underarter finns listade i Catalogue of Life.